# Relationer mellan Georgien och Tyskland
Relationer mellan Georgien och Tyskland inleddes på diplomatisk nivå 13 april 1992, efter att Tyskland erkänt Georgiens självständighet 23 mars 1992. Tyskland öppnade som första land en ambassad i Georgien år 1992.
Angela Merkel besökte Georgien några dagar efter kriget 2008. Tyskland var ett av de första länderna att skicka humanitär hjälp till Georgien efter kriget, och är aktivt med i European Union Monitoring Mission i Georgien.
Tyskland är Georgiens sjätte största handelspartner, efter Turkiet, Azerbajdzjan, Kina, Ryssland och Ukraina.
Ungefär 2300 georgier studerar i Tyskland. Sedan 1817 har ett flertal tyskar emigrerat till Georgien. Nu består den tyska befolkningen av 1500, mestadels äldre personer.
Det finns många georgisk-tyska föreningar: i Tyskland Berliner Georgische Gesellschaft och Brandenburgisch-Georgische Gesellschaft och i Georgien Georgisch-Deutsche Gesellschaft i Tbilisi, Georgisch-Deutsche-Zentrum i Kutaisi samt Georgisch-Deutsche-Haus i Zugdidi. I Tbilisi finns ett Goethe-institut. Tyska är det tredje viktigaste främmande språket i georgiska skolor, efter engelska och ryska.